# Anepomias splendidus
Anepomias splendidus är en stekelart som beskrevs av André Seyrig 1952. Anepomias splendidus ingår i släktet Anepomias och familjen brokparasitsteklar. Inga underarter finns listade i Catalogue of Life.